# Ștefan cel Mare (okręg Aluta)
Ștefan cel Mare – wieś w Rumunii, w okręgu Aluta, w gminie Ștefan cel Mare. W 2011 roku liczyła 1232 mieszkańców. 